# I cavalieri della Tavola Rotonda (commedia musicale)
I Cavalieri della Tavola Rotonda - Storia di Graal e di Corna è una commedia musicale in due atti di Rosario Galli e Alessandro Capone, scritta nel 1995. Le musiche sono di Enrico Riccardi, le scene di Sergio Canevari e i costumi di Raul Settimelli e le coreografie di Baayork Lee.
La commedia debutta a dicembre 1995 e ottiene un lusinghiero successo e grandi incassi in tutta Italia, proponendosi, tra gli altri, al Teatro Sistina per cinque settimane, coprendo l'arco delle festività natalizie. Lo spettacolo è entrato nella terna del Biglietto d'Oro.

## Trama
La commedia rivisita in versione comica il tradimento di Ginevra con Lancillotto.
Ginevra è una regina tarchiata che passa il suo tempo a mangiare seduta di fronte al globo luminoso inventato da Merlino, spendendo follie in vestiti e profumi e cercando d'irretire i cavalieri.
Parsifal è un fissato con il Santo Graal che ha speso quasi tutti i possedimenti di famiglia in calici e che cade in estasi ogni mezz'ora sentendo le voci e vedendo la Luce. Mordred, che parla solo in rima, cerca di convincere Morgana, bellissima e con voce stupenda, ad aiutarlo a smascherare Ginevra, promettendole di giacere con lei.
Alla fine Re Artù scopre il tradimento e condanna Ginevra a essere rinchiusa in un convento svizzero di Mességué e Lancillotto a seguire Parsifal nella sua ricerca del Santo Graal.

## Cast
Il cast è formato da:
- Gianfranco D'Angelo: Re Artù
- Stefano Masciarelli: Lancillotto
- Sabrina Salerno: Morgana
- Daniele Luttazzi: Parsifal
- Nadia Rinaldi: Ginevra
- Adriano Pappalardo: Mordred, il Cavaliere Nero
- Tosca D'Aquino: la damigella